# Wilser Araújo
Wilser Araújo Miraballes (* 20. Jahrhundert) ist ein uruguayischer Kanute.
Wilser Araújo nahm mit der uruguayischen Mannschaft an den Südamerikaspielen 1994 in Valencia teil. Dort gewann er im K4 über die 200-Meter-, die 500-Meter- und die 1000-Meter-Strecke jeweils die Bronzemedaille an der Seite von Claudio Pimienta, Edmundo Conde und José Luis Umpiérrez. Im selben Jahr startete er im April bei den XI. Südamerikanischen Kanumeisterschaften 1994 in São Paulo. Dort belegte er im K4 über 500 Meter und über 1000 Meter gemeinsam mit Pimienta, Conde und Umpiérrez jeweils den 2. Platz und über 200 Meter den 5. Platz. Im K2 wurde er mit Pimienta Sechster auf der 200-Meter- und der 500-Meter-Strecke. Auch bei den Panamerikanischen Spielen 1995 in Mar del Plata gehörte er dem uruguayischen Aufgebot an.